# اورتس ایر کارگو
اورتس ایر کارگو (به انگلیسی: Everts Air Cargo) یک شرکت هواپیمایی با کد یاتا 5V است که در تاریخ ۱۹۹۳ میلادی تأسیس شده است. دفتر مرکزی اورتس ایر کارگو در فربنکس، ایالات متحده آمریکا واقع شده‌است و قطب این شرکت هواپیمایی در فرودگاه بین‌المللی فیربنکس قرار دارد.